# Охотников, Алексей Яковлевич
Алексе́й Я́ковлевич Охо́тников (1780 — 30 января 1807, Санкт-Петербург) — тайный возлюбленный императрицы Елизаветы Алексеевны и вероятный отец её второй дочери — великой княжны Елизаветы Александровны, умершей во младенчестве.

## Биография
Происходил из рода богатых воронежских помещиков, его семье принадлежали поместья в Землянском уезде. Начав службу сенатским регистратором, 21 мая 1801 был определен эстандарт-юнкером в Кавалергардский полк.
Через четыре месяца его производят в офицеры (корнет — с 25 сентября), 5 ноября 1802 года произведён в поручики, 24 июня 1804 года — полковой казначей, а в 29 марта 1806 года его производят в штабс-ротмистры. В 1805 году, будучи интендантом, оставался одним из немногих военных, находившихся в Петербурге. Смутные свидетельства современников указывают, что он был влюблен также во фрейлину императрицы, Наталью Загряжскую, которая за три дня до его смерти будет выдана замуж за Николая Гончарова и станет матерью Натальи Гончаровой-Пушкиной.

### Отношения с императрицей
Устав от холодности мужа, оказавшись практически в одиночестве в высшем свете, Елизавета Алексеевна, которую лишили общества её возлюбленного и отца её первой дочери Адама Чарторыйского отчаянно нуждалась в сочувствии, внимании и любви. Она нашла это в своих отношениях с штаб-ротмистром Кавалергардского полка Алексеем Охотниковым, ставшим её любовником около 1803 года и вероятным отцом её второй дочери Елизаветы.
Историк Кавалергардского полка С. А. Панчулидзев передаёт семейное предание о зарождении чувств:
«Муж — высокопоставленное лицо — невзирая на красоту, молодость и любовь к нему своей жены, часто изменял ей. Ко времени ея сближения с Охотниковым она была окончательно покинута своим мужем, который открыто ухаживал, даже в ея присутствии, за одной дамой того же круга. Про эту связь говорил весь Петербург. Иные не находили в том удивительного, считая забытую жену за слишком серьёзную и скучную, и вполне оправдывали легкомысленность мужа; другие смотрели с сожалением на молодую женщину, переносившую с достоинством это тяжелое и незаслуженное оскорбление. Между таковыми был и Охотников. Чувство Охотникова возросло от сознания, что оно никогда не встретит взаимности, так как в Петербурге все говорили о неприступности молодой женщины и любви её к своему мужу. Но, вероятно, последняя измена переполнила чашу терпения молодой женщины. И, покинутая, одинокая, она невольно заметила взгляды молодого офицера. В них она прочла глубоко скрытое чувство любви и сожаления к ней; видя эту симпатию к её несчастию, она сама увлеклась. Любовь их продолжалась два года».

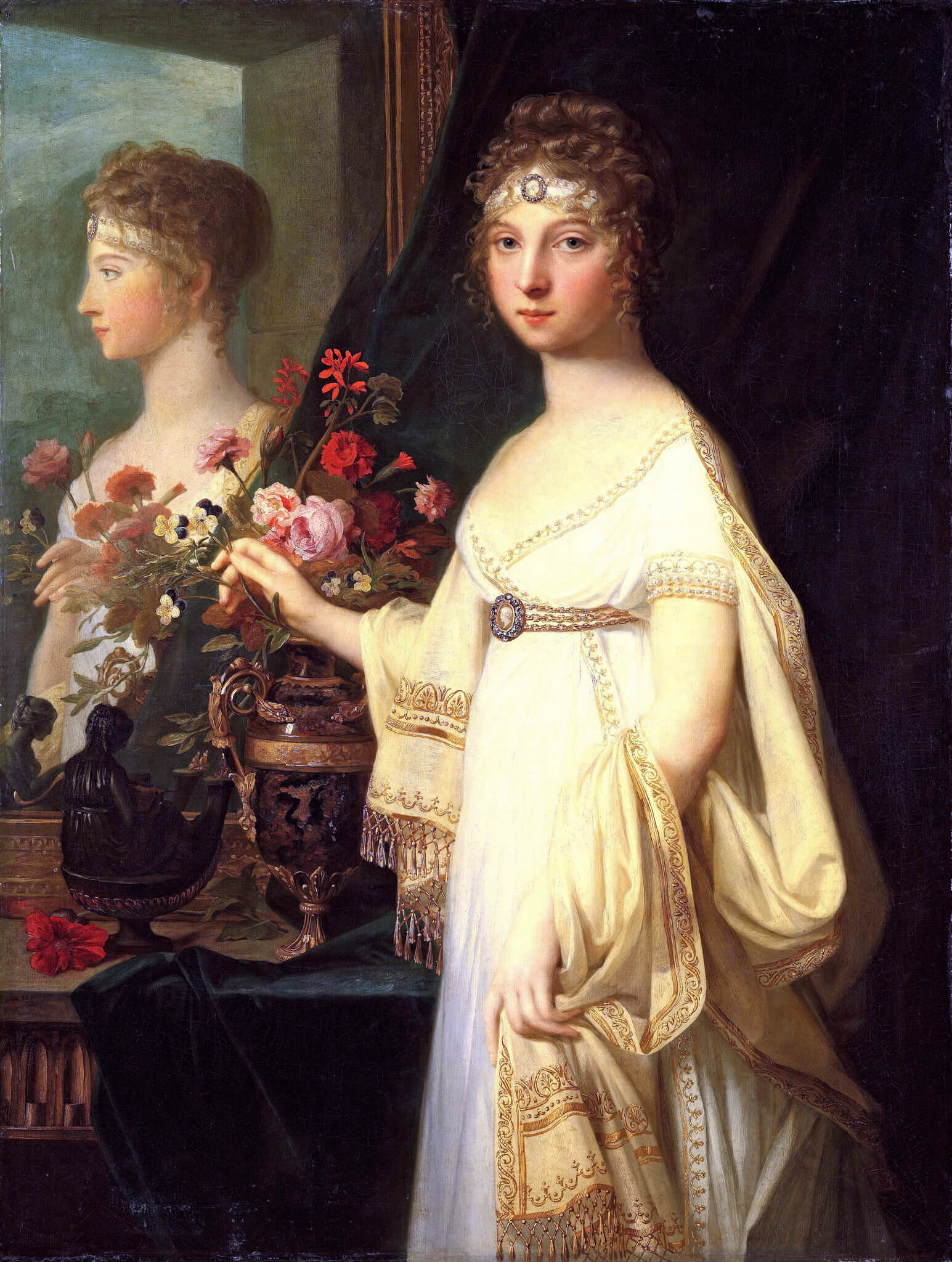
Императрица Елизавета

Известно, что он писал ей: «Не беспокойся, часовой меня не видел, однако я поломал цветы под твоим окном», «Если я тебя чем-то обидел, прости — когда страсть увлекает тебя целиком, мечтаешь, что женщина уступила бы нашим желаниям, отдала все, что более ценно, чем сама жизнь». По-видимому, передавала письма и была посредницей некая М. В настоящее время опубликован, как считается, чудом сохранившийся дневник императрицы, где он выведен под псевдонимом Vosdu.
После смерти Елизаветы новые монархи Николай I и Александра Федоровна в бумагах покойной также нашли письма Охотникова. Император сжег их, но осталась запись в дневнике императрицы о впечатлении, произведённой на неё бумагами предшественницы и цитировала письма Охотникова:

«4/16 июля. Если бы я сама не читала это, возможно, у меня оставались бы какие-то сомнения. Но вчера ночью я прочитала эти письма, написанные Охотниковым, офицером-кавалергардом, своей возлюбленной, императрице Елизавете, в которых он называет её фр. ma petite femme („моя женушка“), mon amie, ma femme, mon Dieu, ma Elise, je t’adore („мой друг, моя жена, мой Бог, моя Элиза, я обожаю тебя“) и т. д. Из них видно, что каждую ночь, когда не светила луна, он взбирался в окно на Каменном острове или же в Таврическом дворце (im Taurischen Palast), и они проводили вместе 2-3 часа. С письмами находился его портрет, и все это хранилось в тайнике, в том самом шкафу, где лежали портрет и памятные вещи её маленькой Элизы (вторая дочь Елизаветы Алексеевны) — вероятно, как знак того, что он был отцом этого ребенка. Мне кровь бросилась в голову от стыда, что подобное могло происходить в нашей семье, и, оглядываясь при этом на себя, я молила Бога, чтобы он уберег меня от такого, так как один легкомысленный шаг, одна поблажка, одна вольность — и все пойдет дальше и дальше, непостижимым для нас образом».

### Смерть

#### Легенда
Как указывает распространённая версия истории, 4 октября 1806 (за месяц до родов императрицы), Охотников был смертельно ранен при выходе из театра после оперы Глюка «Ифигения в Тавриде». По слухам, убийца был подослан великим князем Константином Павловичем.
С. А. Панчулидзев указывает: «Наконец наступил роковой день: осенью 1806 года, при выходе из театра, Охотников был кем-то ранен кинжалом в бок. […] Подозрение его падало на брата мужа любимой женщины. Последнее время тот неустанно следил за своей невесткою и, как думал Охотников, преследовал её своею любовью. Если убийство и было дело его рук, то навряд ли мотивом была любовь к невестке, а напротив — его любовь и преданность к брату; если он и следил за своей невесткою, то именно из-за боязни за честь брата».
Рана была нечистой, и, проболев четыре месяца, Охотников скончался. Вел. кн. Николай Михайлович в биографии императрицы пишет, что она приезжала в его дом попрощаться с умирающим, что было весьма опасным в её положении. На другой день сестра Елизаветы, принцесса Амалия забрала оттуда шкатулку с письмами императрицы, которые её поклонник завещал ей вернуть.
Об отцовстве Охотникова и о том, что Елизавета призналась мужу, и тот согласился признать ребёнка своим, свидетельствует секретарь её свекрови императрицы Марии Федоровны Вилламов:
«Понедельник, 26 сентября 1810. Она (Мария Федоровна) расспросила меня о городских новостях и о том, что говорят об Императрице Елисавете. Услышав в ответ, что я не слышал ничего кроме хорошего, она…призналась, …что двое детей Императрицы Елисаветы были не от Императора; … что Елисавета была в интимной связи с офицером из кавалергардов Охотниковым, что этот человек, по слухам очень красивый, умер во время родов Императрицы и что именно из-за этого ей было так плохо;… что время обряда крещения Император признался, что чувствовал себя весьма двусмысленно; что поначалу он проявил мало внимания к новорожденному ребенку, но обрадовался, что это была девочка; что Императрица Елисавета, признавшись Императору в своей беременности, решила уйти, что Император проявил по отношению к ней максимум благородства;… что Император очень несчастен, так как весь мир сваливает всю вину на него, не зная истинного положения вещей».

#### Сомнения
Авторы статьи «Дневник императрицы Елизаветы Алексеевны» Е. Э. Лямина и О. В. Эдельман высказывают сомнения по поводу истории об убийстве и указывают, что, скорей всего, Охотников умер от туберкулёза (чахотки), которую сам же он назвал причиной отставки по собственному желанию в своём прошении от 27 октября 1806 года. Поданное по команде прошение доходит до командующего гвардейским корпусом великого князя Константина Павловича, который предписал шефу полка Уварову: «Охотникова лично освидетельствовать в болезни, и действительно ли он к службе неспособен, а что по тому окажется, мне донести». 14 ноября 1806 года Охотников по болезни был уволен со службы.
Был похоронен в Александро-Невской лавре на Лазаревском кладбище: мраморное изваяние, изображавшее плачущую женщину на скале с урной, рядом находится разбитое молнией дерево, с надписью «Здесь погребено тело кавалергардского полку Штабс-ротмистра Алексея Яковлевича Охотникова, скончавшегося генваря 30 дня 1807 года, на 26 году от рождения». Авторство надгробия приписывалось Ивану Мартосу. Авторство скульптора Франца Тибо установлено по объявлению скульптора, помещенному в «Санкт-Петербургских Ведомостях» № 65 за 1815 г., что позволяет определить крайнюю дату изготовления памятника. Рядом с А.Я. Охотниковым похоронен его брат, Петр Яковлевич (1776 - 1801).

## Сочинение вел. кн. Николая Михайловича
Николай II запретил великому князю Николаю Михайловичу публиковать в трёхтомной биографии императрицы главу, посвящённую роману Елизаветы Алексеевны и кавалергарда Алексея Охотникова: «Биография Елисаветы Алексеевны будет полная и весьма обстоятельная без существования тайной главы, поэтому я нахожу желательным, чтобы ты уничтожил существующие экземпляры и никому таковых не показывал».
Великая княгиня Елизавета Федоровна, прочитав главу, сказала: «Я понимаю, что твое авторское самолюбие пострадает, но, как великодушный человек, ты поступишь деликатно. Сожжём наши экземпляры и помолимся за бедную душу, которая столько страдала».

## В культуре
- Андрей Кузичев сыграл кавалергарда Алексея Охотникова в сериале «Адъютанты любви» (2005—2006).